# Castle Bruce
Castle Bruce – wieś we Wspólnocie Dominiki, w parafii świętego Dawida. W 1991 roku wieś zamieszkiwały 1384 osoby.